# Вандаль, Альбер
Граф Альбер Вандаль (фр. Albert, comte Vandal; 7 июля 1853, Париж — 30 августа 1910, Париж) — французский историк, член Французской академии.

## Биография
Альбер Вандаль родился 7 июля 1853 года в городе Париже. Учился в столичной Свободной школе политических наук.
Ученик и последователь Альбера Сореля, Вандаль усвоил и достоинства и недостатки учителя. Красноречивый рассказчик, знаток архивных материалов и придворной истории, горячий поклонник Наполеона, панегирист русско-французского союза, Вандаль осуждал революцию, но разделял взгляды умеренно-правой аристократии, примирившейся с буржуазной республикой, и был типичным представителем академической, консервативной и морализирующей историографии. 
Автор книг: «Louis XV et Elisabeth de Russie», «Une ambassade francaise en Orient sous Louis XV».
Лучшие работы Вандаля посвящены наполеоновскому периоду в истории Франции: «Napoléon et Alexandre Ier. L’alliance russe sous le premier empire, 1891—1896». Первый том этого труда («De Tilsit à Erfurt»), выдержал в 1891 г. два издания. В работе «L’Avènement de Bonaparte»: т. I. La Genèse du Consulat. Brumaire. La Constitution de l’an VIII, 1902, т. II. La République consulaire, 1800, 1907 Вандаль выступает апологетом внешней и внутренней политики Наполеона I.
В 1897 году Альбер Вандаль был принят в члены Французской академии.
Граф Альбер Вандаль умер 30 августа 1910 года в родном городе.
Заслуги учёного были отмечены, в числе прочего, орденом Почётного легиона.